# Liste d'écrivains néozélandais
 (mars 2025).
Cette liste recense les écrivains néo-zélandais, chronologiquement par date de naissance.

## 1800
- Tamairangi (1800 ? – 1830 ?, active en 1820–1828), leader Ngati Ira et Ngati Kuia, poétesse
- Sarah Louise Mathew (c.1805–1890), diariste
- John Barr (1809–1889), poète
- Alfred Domett (1811–1887), premier ministre, poète, administrateur colonial
- Frederick Edward Maning (1812–1883), colon, écrivain et juge du tribunal des terres autochtones
- Mary Ann Martin (1817–1884), leader communautaire, enseignant et écrivain
- Elizabeth Fairburn Colenso (1821–1904), missionnaire, enseignant, traducteur de la Bible
- Charlotte Godley (1821–1907), épistolière, auteure
- Sarah Maria Barraud (1823–1895), épistolière et femme au foyer
- Frances Shayle George (1828–1890), éducatrice, auteure
- Harriet Louisa Browne (1829–1906), hôtesse de salon politique, leader communautaire et écrivaine
- Ellen Elizabeth Ellis (1829–1895), féministe, auteure
- Catherine Fulton (1829–1919), diariste, leader communautaire, philanthrope, réformatrice sociale, suffragette
- Sarah Higgins (1830–1923), femme au foyer, mémorialiste
- Emilie Monson Malcolm (c. 1830–1905),  femme au foyer, mémorialiste
- Mary Anne Barker (Lady Barker) (1831–1911), poétesse, auteure
- Gordon Challis (1932–2018), poète
- Frances Caverhill (1834–1897), diariste
- Julius Vogel (1835–1899), premier ministre, auteur de science-fiction
- Susan Wood (1836–1880), poétesse, nouvelliste
- Emily White (1839–1936), jardinière, auteure
- Catherine Lucy Innes (c. 1840–1900), journaliste
- Laura Jane Suisted (1840–1903), journaliste, journaliste parlementaire, auteure
- Thomas Bracken (1843–1898), poète, journaliste, politicien
- Ellen Hewett (1843–1926), mémorialiste
- Margaret Bullock (1845–1903), journaliste, féministe, réformatrice sociale
- Kate Clark (1847–1926), artiste, poétesse, travailleuse communautaire, auteure enfance

## 1850
- Jane Elizabeth Harris (c. 1853–1942), écrivaine, conférencière, spiritualiste
- Mary Richmond (1853–1949), leader communautaire, éducatrice, auteure
- Lizzie Rattray (1855–1931), journaliste, suffragette, assistante sociale
- Louisa Alice Baker (1856–1926), journaliste, romancière
- William Pember Reeves (1857–1932), politicien, jouer de cricket, historien, poète, diplomate
- Elizabeth Anne Gard'ner (1858–1926), professeur de sciences à domicile, auteur
- Hester Maclean (1859–1932), matrone d'hôpital, éditrice et écrivaine
- Christina Henderson (1861–1953), enseignante, féministe, prohibitionniste et réformatrice sociale
- Dolce Ann Cabot (1862–1943), rédactrice en chef de journal
- Edith Searle Grossmann (1863–1931), journaliste, féministe, romancière
- Ellen Wright Blackwell (1864–1952), botaniste, auteure
- Jessie Mackay (1864–1938), poétesse et militante des droits des animaux
- Katrine Mackay (1864–1944), cuisinière, journaliste
- Annie Lee Rees (1864–1949), écrivaine, enseignante, avocate et leader communautaire
- Robert J. Pope (1865–1949), poète, interprète
- Jessie Weston (1865–1939), journaliste, romancier
- Lindsay Buick (1866–1938), politicien, journaliste, historien
- Margaret Fraser (1866–1951), domestique, épistolier
- Alfred Augustus Grace (1867–1942), enseignant, journaliste, auteur
- Catherine Adamson (1868–1925), diariste
- Helen Wilson (1869–1957), fermier, leader communautaire, enseignant, auteur
- Blanche Baughan (1870–1958), poète, auteur, réformateur pénal
- Arthur Henry Adams (1872–1936), journaliste, poète, romancier, dramaturge
- Constance Clyde (1872-1951), romancière, suffragette, écrivaine voyageuse
- Edith Howes (1872–1954), enseignante, éducatrice, auteure enfance
- Edith Lyttleton (1873–1945), romancière
- Makereti Papakura (1873–1930), guide, ethnographe, animatrice
- Hilda Rollett (1873–1970), enseignante, journaliste, auteure
- Ursula Bethell (1874–1945), poétesse, travailleuse sociale
- J. H. Haslam (1874–1969), religieux méthodiste, historien, éditeur, poète
- Alice Annie Kenny (1875–1960), poétesse, romancière
- Rosemary Frances Rees (c.1875–1963), actrice, dramaturge, productrice, romancière
- Kate Isitt (1876–1948), journaliste, auteure
- Jane Mander (1877–1949), journaliste, romancière
- Fanny Irvine-Smith (1878–1948), auteure, conférencière
- Amy Kane (1879–1979), journaliste, leader communautaire

## 1880
- Esther Glen (1881–1940), journaliste, assistante sociale, auteure enfance
- Isabel Peacocke (1881–1973), enseignante, romancière, influenceuse
- Mary St Domitille Hickey (1882–1958), religieuse catholique, historienne, directrice d’école*
- Nelle Scanlan (1882–1968), journaliste, romancière
- Nellie Euphemia Coad (1883–1974), enseignante, leader communautaire, auteure
- Kathleen Hawkins (1883–1981), poétesse
- Alice Woodhouse (1883–1977), bibliothécaire, journaliste, influenceuse
- Elsie K. Morton (1885–1968), journaliste, auteure
- Violet Augusta Roche (1885–1967), journaliste, travailleuse sociale
- Clyde Carr (1886–1962), politicien, religieux, poète
- Ivy Gibbs (c. 1886–1966), poétesse, auteure enfance
- Violet May Cottrell (1887–1971), auteure, poétesse, spiritualiste
- Katherine Mansfield (1888–1923), poétesse, romancière
- Mary Scott (1888–1979), novelist and librarian
- Rex Hunter (1889–1960), poète, dramaturge, romancier
- Elizabeth Kelso (1889–1967), journaliste, éditrice, leader communautaire
- Marjory Lydia Nicholls (1890–1930), poétesse, enseignante, productrice de spectacle
- George E. Dewar (1891–1969), poète, écrivain, enseignant, agriculteur, travailleur et soldat
- John A. Lee (1891–1982), politicien, auteur
- Mona Tracy (1892–1959), journaliste, poétesse, auteure enfance
- Pérrinne Moncrieff (1893–1979), auteure, écologiste, ornithologue amateure
- Douglas Cresswell (1894–1960), auteur, historien, influenceur
- Jean Devanny (1894–1962), auteur, communiste
- Eileen Duggan (1894–1972), poétesse, journaliste
- Dorothy Wall (1894–1942), auteure-illustratrice enfance
- Ngaio Marsh (1895–1982), romancière (policier), dramaturge, directrice de théâtre
- Walter D'Arcy Cresswell (1896–1960), poète, journaliste, écrivain
- Muriel May (1897–1982), éducatrice, auteure
- Eva Hill (1898–1981), surintendant médical, écrivain, publiciste et militant de la santé

## 1900
- Eileen Louise Soper (1900–1989), journaliste, auteur, commissaire de guides
- John Beaglehole (1901–1971), historien
- Avice Maud Bowbyes (1901–1992), maître de conférences et écrivain en sciences de la maison
- M. H. Holcroft (1902–1993), essayiste, romancier
- James Courage (1903–1963), romancier, poète
- Geoffrey Potocki de Montalk (1903–1997), poète, polémiste
- Frank Sargeson (1903–1982), romancier
- Eve Langley (1904 –1974), romancière, poétesse
- Isobel Andrews (1905–1990), poétesse, dramaturge, nouvelliste
- John Guthrie (1905–1955), journaliste, romancier
- Robin Hyde (1906–1939), poète
- Grace Winifred Green (1907–1976), journaliste radio
- Sylvia Ashton-Warner (1908–1984), éducatrice, poétesse, auteure
- Margaret Escott (1908–1977), romancière, poétesse, professeure de théâtre
- Elizabeth Messenger (1908–1965), journaliste, romancière (policier), écrivaine culinaire
- Joyce West (1908–1985), romancière, auteure enfance
- Charles Brasch (1909–1973), poète, éditeur, mécène

## 1910
- Avis Acres (1910–1994), artiste, auteur, écologiste
- Basil Dowling (1910–2000), poète
- Catherine Hay (1910–1995), romancier (d’histoire d’amour)
- Paddy Blanchfield (1911–1980), poète
- Allen Curnow (1911–2001), poète, journaliste
- John Mulgan (1911–1945), journaliste, éditeur, auteur
- Dorothy Eden (1912–1982), romancière et nouvelliste (gothique)
- Denis Glover (1912–1980), poète, éditeur
- Elsie Locke (1912–2001), historienne, activiste (féministe, pacifiste), auteure
- Essie Summers (1912–1998), romancière (amour)
- Dan Davin (1913–1990), romancier, essayiste, éditeur
- Clare Mallory (1913–1991), enseignante, romancière enfance
- H. W. Gretton (1914–1983), poète, journaliste, diariste, auteur
- M. K. Joseph (1914–1981), poète, romancier
- Guthrie Wilson (1914–1984), romancier, éducateur
- Amelia Batistich (1915-2004), romancière, nouvelliste
- Geoff Moon (1915–2009), naturaliste, ornithologue, écologiste, photographe
- Dorothy Neal White (1915–1995), bibliothécaire, auteur
- Ruth Gilbert (1917–2016), poétesse
- Ruth Park (1917–2010), romancier et auteur jeunesse
- Freda Bream (1918–1996), enseignante, auteure
- Gloria Rawlinson (1918–1995), poétesse, romancière, éditrice

## 1920
- Margaret Alington (1920–2012), bibliothécaire, historienne, auteure
- Anne Eyre Worboys (1920–2007), romancière (romance, suspense)
- Bruce Mason (1921–1982), dramaturge
- Christine Cole Catley (1922–2011), journaliste, éditrice, auteure
- Maurice Duggan (1922–1974), romancier
- Ronald Hugh Morrieson (1922–1972), romancier
- Bill Pearson (1922–2002), romancier, critique, essayiste
- Hone Tuwhare (1922–2008), poète
- Betty Gilderdale (1923–2021), auteur jeunesse
- Gloria Olive (1923–2006), universitaire, mathématicien, auteur
- Olga Stringfellow (1923-), journaliste, romancier
- David Ballantyne (1924–1986), journaliste, essayiste
- Errol Brathwaite (1924–2005), aueur
- Bub Bridger (1924–2009), poète, nouvelliste
- Lauris Edmond (1924–2000), poète, auteur
- Janet Frame (1924–2004), romancière, poétesse, autobiographe
- Joan de Hamel (1924–2011), auteure jeunesse
- Dorothy Butler (1925–2015), auteure jeunesse, mémorialiste
- Alistair Campbell (1925–2009), poète, dramaturgen romancier
- Tui Flower (1925–2017), auteure culinaire
- O. E. Middleton (1925–2010), romancier, nouvelliste
- Barbara Anderson (1926–2013), romancière
- James K. Baxter (1926–1972), poète, dramaturge
- June Margaret Litman (1926–1991), journaliste
- Sheila Natusch (1926–2017), auteure, illustratrice, naturaliste
- Jill McDonald (1927–1982), auteure et illustratrice jeunesse
- Jacquie Sturm (1927–2009), poétesse, nouvelliste, bibliothécaire
- Shirley Maddock (1928–2001), présentatrice et productrice télévision, actrice, auteure
- Ian Middleton (1928–2007), romancier
- Yvonne du Fresne (1929–2011), romancière, dramaturge
- Jacqueline Fahey (1929-), peintre et auteure
- Shona McFarlane (1929–2001), artiste, journaliste, diffuseuse
- Alistair Paterson (1929-) poète, auteur, éditeur
- Renée Gertrude Taylor (1929-), auteure féministe, dramaturge

## 1930
- Owen Leeming (1930-), poète, dramaturge, présentateur radio, producteur de télévision
- Jean Lonie (1930–1997), poète, enseignant
- Cherry Wilder (1930–2002), romancier (science-fiction, fantasy)
- Maurice Gee (1931-), romancier
- Jack Lasenby (1931–2019), romancier jeunesse
- James McNeish (1931–2016), romancier, dramaturge, biographe
- Shirley Murray (1931–2020), auteure d’hymnes
- Beverley Randell (1931-), littérature enfance
- Arapera Blank (1932–2002), poétesse, enseignante
- Gordon Challis (1932–2018), poète
- Iain Lonie (1932–1988), poète, historien
- Kāterina Mataira (1932–2011), avocate maori, artiste, auteure
- Maurice Shadbolt (1932–2004), romancier, autobiographe, dramaturge
- C. K. Stead (1932-), romancier, poète, critique littéraire
- Niel Wright (1933-), poète, critique littéraire, bibliographe, éditeur, commentateur
- Margaret Beames (1935-), romancière enfance
- Barry Crump (1935–1996), auteur de romans comiques semi-autobiographiques
- Joan Druett (1935-), historien, romancier
- Judith Lonie (1935–1982), poétesse
- Margaret Orbell (1935–2006), auteure, éditrice, universitaire
- Mervyn Thompson (1935–1992), universitaire, dramaturge, directeur de théâtre
- Graham Billing (1936–2001), journaliste, poète, romancier
- Joy Cowley (1936-), romancier enfance
- Margaret Mahy (1936–2012), romancière enfance et jeunesse
- Jenny Pattrick (1936-), romancière
- Meg Campbell (1937–2007), poétesse
- Patricia Grace (1937-), romancière enfance
- Beryl Fletcher (1938–-2018), romancière féministe
- Claudia Orange (1938-), historienne
- Joy Watson (1938-), auteure enfance
- Ivan Bootham (1939–2016), romancier, poète, compositeur
- Murray Ball (1939–2017), bédéiste
- Daphne Clair (1939-), activiste, romancière (amour)
- Riemke Ensing (1939-), poète
- Barbara Ewing (1939-), actrice, dramaturge, romancière
- Roger Hall (1939-), dramaturge
- Shonagh Koea (1939-), romancière
- Philip Temple (1939-), romancier, essayiste, auteur enfance
- Albert Wendt (1939-), poète, auteur

## 1940
- Judith Binney (1940–2011), universitaire, historienne, auteure
- Robyn Donald (1940-), romancière d’amour
- Marilyn Duckworth (1940-), poétesse, romancière
- Tessa Duder (1940-), auteure jeunesse, dramaturge, essayiste
- Fiona Kidman (1940-), romancière, poétesse, scénariste
- Rachel McAlpine (1940-), poétesse, romancière, dramaturge
- David Mitchell (1940–2011), poète, enseignant, joueur de cricket
- Joan Rosier-Jones (1940-), romancière, essayiste, dramaturge
- Elspeth Sandys (1940-), poétesse, romancière
- Margaret Clark (1941-), politologue, auteure
- Lynley Dodd (1941-), écrivain et illustrateur jeunesse
- Des Hunt (1941-), romancier enfance et jeunesse
- Owen Marshall (1941-), romancier
- Sue McCauley (1941-), romancière, nouvelliste, scénariste, dramaturge
- Erenora Puketapu-Hetet (1941–2006), tisserande, auteure
- Elizabeth Smither (1941-), poétesse, romancière
- Diana Bridge (1942-), poétesse
- Chris Else (1942-), romancière, poétesse
- David Hill (1942-), romancier jeunesse et jeunes adultes
- Lynley Hood (1942-), biographe, essayiste
- Sheridan Keith (1942-), romancier, diffuseur
- Phillip Mann (1942-), romancier (SF)
- Michael Morrissey (1942-), poète, romancier, journaliste
- Angela Kepler (1943-), naturaliste, auteure
- Ngaire Thomas (1943–2012), mémorialiste
- Ken Catran (1944-), romancier enfance, scénariste
- Sandra Coney (1944-), politicienne, féministe, historienne, militante pour la santé des femmes
- Brian Turner (1944-), sportif, poète, journaliste
- Fleur Beale (1945-), romancier jeunes adultes
- Michael Gifkins (1945–2014), agent littéraire, romancier, critique, éditeur
- Bernadette Hall (1945-), dramaturge, poétesse
- Michael King (1945–2004), historien, biographe, auteur
- Robert Lord (1945–1992), dramaturge
- Stephanie de Montalk (1945-), poétesse, biographe
- Gavin Bishop (1946-), romancier et illustrateur jeunesse
- Sam Hunt (1946-), poète, performeur
- Terry Locke (1946-), poète, anthologiste, universitaire
- Bill Manhire (1946-), poète, universitaire, romancier
- Janice Marriott (1946-), scénariste, romancière, poétesse, éditrice
- Lyn McConchie (1946-), littérature jeunesse
- Susan Moller Okin (1946–2004), féministe, essayiste
- Ian Wedde (1946-), poète, romancier, critique
- Fiona Farrell (1947-), poétesse, romancière, dramaturge
- Janet Holmes (1947-), sociolinguiste
- Keri Hulme (1947-), romancière, poétesse
- Juliet Marillier (1948-), romancière fantasy
- Linda Olsson (1948-), romancière
- Rosie Scott (1948–2017), professeure, romancière
- Jennifer Compton (1949-), poétesse, dramaturge
- Sherryl Jordan (1949-), auteure jeunesse et jeunes adultes
- Rosemary McLeod (1949-), auteure, bédéiste, journaliste
- Cilla McQueen (1949-), poétesse

## 1950
- Jean Betts (1950 ?), acteur, scénariste, metteur en scène
- Alan Duff (1950-), romancier, journaliste, éditorialiste
- Jill Eggleton (1950 ?), auteur de littérature jeunesse
- Lynn Jenner (1950 ?), poète, essayiste
- Alexa Johnston (1950 ?), auteure, curatrice, historienne
- Christine Johnston (1950-), romancière
- Greg McGee (1950-), auteure de romans policiers, scénariste
- Margaret Tennant (1950 ?), historienne
- Lydia Wevers (1950–2021-), éditrice, historienne, critique
- Annabelle White (1950 ?), auteure culinaire
- Diane Brown (1951-), romancière, poétesse
- Angie Farrow (1951-), universitaire, dramaturge
- Bob Kerr (1951-), auteur, illustrateur
- David Eggleton (1952-), poète, écrivain
- Stevan Eldred-Grigg (1952-), historien, romancier
- Lindy Kelly (1952-), auteur en littérature jeunesse, romancier, dramaturge
- Lino Nelisi (1952-), auteur, éducateur
- Alison Quigan (1952-), actrice, cinéaste, scénariste
- Marilyn Waring (1952-), universitaire, politicienne
- Mere Whaanga (1952-), auteure Māori, historienne
- Brigid Lowry (1953-), auteure en littérature enfance et jeunesse
- Ged Maybury (1953-), auteure de littérature jeunesse
- Kay McKenzie Cooke (1953-), poète
- Helen Brown (1954-), journaliste, romancière
- Janet Charman (1954-), poétesse
- Susan Napier (1954-), romancière
- Pinky Agnew (1955-), auteur, dramaturge, commentateur
- Brenda Chawner (1955 ?), universitaire bibliothécaire
- Paula Green (1955-), poétesse, auteur de littérature jeunesse
- Lisa Greenwood (1955-), romancière
- Lloyd Jones (1955-), romancier
- Rowan Metcalfe (1955–2003), auteur, journaliste, poète
- Lorae Parry (1955-), acteur, dramaturge
- Evelyn Patuawa-Nathan (1955 ?), poétesse, romancière
- Dianne Ruth Pettis (1955–2008), journaliste, romancière
- Vivienne Plumb (1955-), poétesse, dramaturge, éditrice, romancière
- Hugh Cook (1956–2008), auteur de science-fiction
- Anne French (1956-), éditrice, poétesse
- Michele Leggott (1956-), poétesse, enseignante
- Elizabeth Nannestad (1956-), poétesse
- James Belich (1956-), historien
- Riwia Brown (1957-), dramaturge, scénariste
- Bill (William) Direen (1957-), auteur, performeur
- Andrene Low (1957-), nouvelliste, comédienne
- Karyn Hay (1959-), auteur en littérature jeunesse
- Tim Jones (1959-), romancier, poète
- V. M. Jones (1958-), auteur en littérature jeunesse
- Anne Kennedy (1959-), romancière, poétesse, scénariste
- Annabel Langbein (1958-), cuisinière, auteure en gastronomie
- John Newton (1959-), poète
- Elizabeth Knox (1959-), nouvelliste

## 1960
- Jenny Bornholdt (1960-), poète, anthologiste
- Sue Copsey (1960-), éditeur, auteur jeunesse
- Kirsty Gunn (1960-), romancière
- Mandy Hager (1960-), romancier, littérature jeunesse, scénariste
- Peta Mathias (1960 ?), écrivaine culinaire, présentatrice télévisuelle
- Charlotte Macdonald (1960 ?), historienne
- Margaret Mutu (1960 ?), universitaire, leader Ngāti Kahu, auteure
- Michael O'Leary (1960 ?), éditeur, poète, romancier
- Charlotte Randall (1960 ?), romancière
- Sue Reidy (1960 ?), auteure, designeuse
- Paddy Richardson (1960 ?), romancière
- Elena de Roo (1960 ?), poétesse, auteure jeunesse
- Mary-anne Scott (1960 ?), auteure, compositrice, interprète
- Mamari Stephens (1960 ?), universitaire
- Barbara Sumner (1960-), auteure, productrice de cinéma
- Alison Wong (1960-), poète, romancier
- Rhian Gallagher (1961-), poète
- Stephanie Johnson (1961-), poétesse, dramaturge, nouvelliste
- Russell Kirkpatrick (1961-), nouvelliste
- Mary McCallum (1961-), journaliste, auteure
- Anthony McCarten (1961-), nouvelliste, dramaturge, cinéaste
- Tina Matthews (1961-), auteure, illustratrice, marionnettiste
- Helen Lowe (1961-), romancière
- Lauren Kim Roche (1961-), auteure
- Fiona Samuel (1961-), acteur, metteur en scène
- Tina Shaw (1961-), romancière
- Sue Wootton (1961-), poète, romancier
- Olivia Aroha Giles (1962-), romancière, auteure jeunesse
- Sue Orr (1962-), journaliste, romancière
- Rachel Barrowman (1963-), historienne
- Andrew Johnston (1963-), journaliste, poète
- Linda McNabb (1963-), auteure jeunesse
- Anna Mackenzie (1963-), romancière
- Kyle Mewburn (1963-), auteur jeunesse
- Melinda Szymanik (1963-), auteure jeunesse
- Jill Trevelyan (1963-), art curator, auteure
- Damien Wilkins (1963-), poète, romancier
- Paula Boock (1964-), éditrice, auteure
- Glenn Colquhoun (1964-), médecin, poète
- Joel Hayward (1964-), historien, poète, essayiste
- Nicky Pellegrino (1964-), romancier
- Chad Taylor (1964-), romancier, scénariste
- Kirsten Moana Thompson (1964-), universitaire, scénariste
- Lynda Chanwai-Earle (1965-), auteure, productrice radio
- Annamarie Jagose (1965-), universitaire LGBT, romancière
- Paula Morris (1965-), romancière
- Rebecca Priestley (1965 ?), universitaire, historienne, auteure
- Tania Roxborogh (1965-), romancière, auteure
- Duncan Sarkies (1965 ?), dramaturge, scénariste, romancier
- Tusiata Avia (1966-), poète, auteur jeunesse
- Charlotte Grimshaw (1966-), romancière, journaliste, éditorialiste
- Bernard Beckett (1967-), romancier jeunes adultes
- Anna Jackson (1967-), universitaire, poétesse, romancière, auteure
- Carl Nixon (1967-), romancier, dramaturge
- Hinemoana Baker (1968-), poétesse, musicienne, interprète
- Adele Broadbent (1968-), auteure jeunesse
- David Coventry (1969-), romancier, musicien
- Emma Neale (1969-), poétesse, romancière
- Vanda Symon (1969-), auteure de romans policiers

## 1970
- Pip Adam (1970 ?), romancier
- Rosetta Allan (1970 ?), poétesse, romancière
- Deidre Brown (1970-), historien d’art
- Catherine Chidgey (1970-), romancière
- Judy Corbalis (1970 ?), romancière
- Rachael Craw (1970 ?), enseignante, romancière
- Majella Cullinane (1970 ?), poétesse, romancière
- Dorothy Fowler (1970 ?), romancière
- Abby Gaines (1970 ?), romancière
- David Hair (1970 ?), romancière fantastique
- Helen Heath (1970-), poétesse
- Andrea Jutson (1970 ?), romancière
- Merata Kawharu (1970 ?), anthropologue
- Rachael King (1970-), romancière
- Rebecca Macfie (1970 ?), journaliste, essayiste
- Richard Meros (1970 ?), auteur satirique
- Lee Murray (1970 ?), auteure de romans policiers
- Emily Perkins (1970-), romancier
- April Phillips (1970 ?), actrice, dramaturge, chanteuse
- Leonie Pihama (1970 ?), universitaire Māori
- Sarah Quigley (1970 ?), romancière, poétesse
- Philippa Ballantine (1971-), auteure de fiction spéculative
- Pip Hall (1971-), scénariste, acteur
- Selina Tusitala Marsh (1971-), universitaire, poétesse
- Kate Camp (1972-), poètesse, essayiste
- Justin Paton (1972-), auteur, curateur, critique
- Tracey Slaughter (1972-), poète, nouvelliste
- Sarah Laing (1973-), auteures, bédéiste
- Jo Randerson (1973-), performeur, metteur en scène, auteur
- Paul Cleave (1974-), auteur de romans policiers
- Kate Duignan (1974-), romancière, auteure
- Karlo Mila (1974-), poète
- Mark Pirie (1974-), poète, essayiste, critique, anthologiste
- Laura Solomon (1974–2019), poétesse, romancière, dramaturge
- Leilani Tamu (1975 ?), poétesse, politicienne
- Nalini Singh (1977-), romancière (thèmes paranormaux)
- Tze Ming Mok (1978-), romancier, commentateur socio-politique
- Anna Smaill (1979-), poétesse, romancière

## 1980
- Série Barford (1980 ?), poète de performance
- Pip Desmond (1980 ?), journaliste, essayiste
- Saradha Koirala (1980-), poète, essayiste
- Golriz Ghahraman (1981-), politicien, essayiste
- Robyn Scott (1981-), entrepreneur, auteur
- Miriam Barr (1982-), poète de performance
- Airini Beautrais (1982-), poète
- Winston Cowie (1982-), historien, romancier
- Anna Taylor (1982-), nouvelliste
- Brannavan Gnanalingam (1983-), juriste, essayiste
- Louise Wallace (1983-), poétesse
- Brendon Egan (1984-), écrivain sportif
- Eleanor Catton (1985-), romancière, scénariste
- Courtney Sina Meredith (1986-), poétesse, dramaturge, romancière
- Hera Lindsay Bird (1987-), poétesse
- Ben Sanders (1989-), auteur de romans policiers

## 1990
- Rose Lu (1990-), auteure